# Saint Jérôme en pénitence (Titien, San Lorenzo de El Escorial)
Saint Jérôme en pénitence est une peinture réalisée en 1575 par le Titien, conservée maintenant dans les Nouveaux Musées au sein de l'Escorial, en Espagne.